# Emanuel Krzoska
Emanuel Krzoska (ur. 5 czerwca 1881 w Zaborzu, zm. 8 marca 1963 w Chorzowie) – polski ksiądz katolicki, działacz narodowy, komisarz plebiscytowy powiatu prudnickiego, powstaniec śląski.

## Życiorys

### Wczesne życie
Syn górnika Józefa i Marianny z domu Lulek. Ukończył szkołę podstawową w Zaborzu, jednocześnie pracując fizycznie na kolei, był m.in. telegrafistą. W 1895 wyjechał do Zgromadzenia oo. Salezjanów w Montefiascone we Włoszech. W tamtejszym gimnazjum zdał maturę w 1906, następnie zaczął studia teologiczne na Uniwersytecie we Fryburgu w Szwajcarii. Prowadził działalność edukacyjną wśród polskich robotników sezonowych.
Po ukończeniu studiów zamieszkał we Lwowie, gdzie 28 lipca 1908 przyjął święcenia kapłańskie. Został wikarym w Złotnikach koło Podhajec. Tamże prowadził działalność narodową, oświatową i społeczną, m.in. założył Kółko Rolnicze. W 1911 został wikarym w parafii w Sadogórze na Bukowinie. We wrześniu 1912 został proboszczem w Ludwikówce. Przez swoją działalność narodową wszedł w konflikt z kolonistami niemieckimi. Po wybuchu I wojny światowej Niemcy oskarżyli go o szpiegostwo, ale uratował go węgierski komendant, który sprawował władzę na tym terenie. W czerwcu 1917 otrzymał powołanie jako kapelan do Armii Austro-Węgier. Przebywał na froncie rumuńskim i włoskim.

### Działalność na Górnym Śląsku
Po zakończeniu I wojny światowej powrócił na Górny Śląsk, do Zabrza i włączył się w nurt polskiego życia politycznego. Zakładał polskie szkoły. Za propolską działalność agitacyjną w powiecie kozielskim został aresztowany 17 grudnia 1919 i osadzony w więzieniu wojskowym w Raciborzu. Został uniewinniony. Na początku 1920 wszedł w skład Podkomisariatu Naczelnej Rady Ludowej w Sosnowcu.
W okresie plebiscytu na Górnym Śląsku, Wojciech Korfanty mianował go w lutym 1920 komisarzem plebiscytowym na powiat prudnicki. Okręg prudnicki uznawany był w kwestii plebiscytu za jeden z najtrudniejszych terenów. Polski Komitet Plebiscytowy na powiat prudnicki został przeniesiony z Prudnika do Głogówka, a następnie do Strzeleczek, ponieważ jego lokal w Prudniku został zdemolowany. Krzoska był ofiarą niemieckich ataków (pobić, napadów na mieszkanie i podpaleń). W konsekwencji zrezygnował z funkcji komisarza plebiscytowego i opuścił powiat prudnicki. Jego stanowisko zajął Teodor Obremba. Krzoska przeniósł się do Bytomia, gdzie objął Referat Ochronek w Polskim Komitecie Plebiscytowym. Był jednym z założycieli Związku Nauczycieli Górnośląskich i doradcą szkolnym przy Seminarium Nauczycielskim w Oleśnie. W czerwcu 1920 nadano mu stopień kapelana (kapitana) Wojska Polskiego. W stopniu tym uczestniczył w II powstaniu śląskim. Po wybuchu III powstania został kapelanem i oficerem gospodarczym batalionu zapasowego Edmunda Kabicza, złożonego z powstańców z powiatu zabrskiego, prowadzącego blokadę Gliwic.
Po plebiscycie zamieszkał w Chorzowie, gdzie od 1922 pracował jako katecheta w szkołach średnich. Uczył m.in. w Gimnazjum Matematyczno-Przyrodniczym w Chorzowie oraz w Polskiej Szkole Wydziałowej w Katowicach. Był autorem „Gramatyki języka polskiego” oraz książki „Przebieg działań wojennych w I powstaniu śląskim”. Pełnił obowiązki sekretarza Diecezjalnego Koła Księży Prefektów Gimnazjalnych. Włączył się w życie kombatanckie, był m.in. wiceprezesem Zarządu Miejskiego Związku Rezerwistów i Byłych Wojskowych, działaczem Związku Powstańców Śląskich i skarbnikiem Związku Oficerów Rezerwy.

### II wojna światowa
W 1939 brał udział w kampanii wrześniowej, zmobilizowany w stopniu majora (starszego kapelana). Przedostał się na Węgry, gdzie dostał się do niewoli jenieckiej. Podczas internowania pełnił obowiązki kapelana w obozach polskich żołnierzy m.in. w Selyp i Püskach. W 1944 u został przez Węgrów wydany Niemcom i osadzony w obozie jenieckim. Przebywał m.in. w oflagu w Genshagen koło Berlina. Po zakończeniu II wojny światowej, w maju 1945 wrócił do Chorzowa i ponownie podjął pracę katechety.

### Okres powojenny
Do przejścia na emeryturę był prefektem szkoły zawodowej w Katowicach. Był wikarym w parafii św. Antoniego z Padwy w Chorzowie. Od 1951 choroba kardiologiczna ograniczyła jego możliwości duszpasterskie, wskutek czego został rektorem przy kościele św. Wawrzyńca w Chorzowie. Angażował się w prace ruchu „księży patriotów”, był członkiem Związku Bojowników o Wolność i Demokrację, Okręgowej Komisji Księży (od 25 maja 1950), zastępcą przewodniczącego prezydium OKK w od 21 listopada 1951 do 1 kwietnia 1953, członkiem Plenum Głównej Komisji Księży od 20 lutego 1952 do 23 listopada 1954. W 1954 otrzymał godność dziekana honorowego. W latach 1945–1953 był prezesem Zarządu Wojewódzkiego „Caritas” w Katowicach, a następnie został prezesem honorowym Zarządu Głównego „Caritas”.

## Ordery i odznaczenia
- Krzyż Kawalerski Orderu Odrodzenia Polski
- Krzyż na Śląskiej Wstędze Waleczności i Zasługi I stopnia
- Srebrny Krzyż Zasługi (dwudziestolecie międzywojenne)
- Złoty Krzyż Zasługi (22 kwietnia 1938)[6]
- Śląski Krzyż Powstańczy (1947)
- Złoty Krzyż Zasługi (1954)[7]
- Gwiazda Górnośląska